# Egbert af Wessex
Egbert (også skrevet Ecgbryht, Ecgberht og Ecgbert) (født ca. 770, død juli 839) var konge af Wessex fra 802 indtil sin død, og af Mercia fra 829 til 830. Han blev også regnet som bretwalda, angelsaksernes overherre. Han gjorde Wessex til det dominerende rige i England.
Hans slægtsforhold er noget uklare. I Den angelsaksiske krønike fortælles det under året 825, at han erobrede områder i øst som havde tilhørt hans slægt. Hans far hed Eahlmund, og identificeres i et sent tillæg til krøniken under 784 som Eahlmund af Kent, som også nævnes i et charter fra samme år. Men det er også muligt, at områderne, der er snak om, er nogen, han havde krav på efter Ine af Wessex, eftersom han skal have nedstammet fra Ines bror Ingeld.
Efter mordet på kong Cynewulf i 786 kan Egbert have krævet tronen, men Beorhtric, som var allieret med Offa af Mercia, tog den. I 789 blev Egbert tvunget i eksil hos frankerne af Beorhtric og Offa. Krøniken fortæller, at han var i eksil i tre år, men historikere er kommet frem til, at det er muligt, at denne periode varede hele tretten år, frem til Beorhtrics død i 802. Han skal have været under Karl den stores beskyttelse.
Beorhtrics rige var underlagt kongen af Mercia, først Offa og fra 796 Coenwulf. Egbert ønskede antagelig større uafhængighed, noget som prægede hans styre. Samme dag, som han fik tronen i 802, ledte Æthelmund, jarl af Hwicce, et raid ind i Wessex. Ælthelmunds styrker blev slået, og han blev selv dræbt af Weoxtan, jarl af Wiltshire, som også faldt i slaget.
I 815 hærgede Egbert de vestlige waliseres område, Dumnonia, som på dette tidspunkt ikke bestod af mere end nutidens Cornwall. Det er sandsynligt, at området blev indlemmet i Wessex i løbet af Egberts tid som konge. I 825 sejrede han over Beornwulf af Mercia i slaget ved Ellendun. Dette førte til at Kent, Surrey, Sussex og Essex underkastede sig. Østanglerne benyttede magtforskydningen til at gøre oprør mod Mercia, og dræbte Beornwulf kort tid efter. De anerkendte så Egbert som sin overherre, og fra omkring 829 regnes han som bretwalda.
Egbert ledte med held et felttog mod waliserne i 830. Samme år fik Mercia sin uafhængighed tilbage under Wiglaf. Det er usikkert om dette skete efter et oprør, eller om Egbert indsatte Wiglaf som lydkonge. I 836 blev Egbert slået af danerne, men i 838 slog han danerne og de vestlige walisere i slaget ved Hingston Down i Cornwall.
Han giftede sig med Redurga, en frankisk prinsesse, som muligvis var Karl den stores svigerinde. De fik to sønner og en datter.
Egbert døde i 839, og blev begravet i Winchester. Han blev efterfulgt af sin søn Æthelwulf.

## Eksterne links
- https://www.ancient.eu/King_Egbert_of_Wessex/ Arkiveret 21. november 2018 hos  Wayback Machine